# Burnet (Teksas)
Burnet – miasto w Stanach Zjednoczonych, w stanie Teksas, w  hrabstwie Burnet. W 2000 roku liczyło 4 735 mieszkańców. Nazwę nadano na cześć Davida G. Burneta. W okolicy znajduje się Park stanowy Inks Lake.